# Bidonville de Nanterre

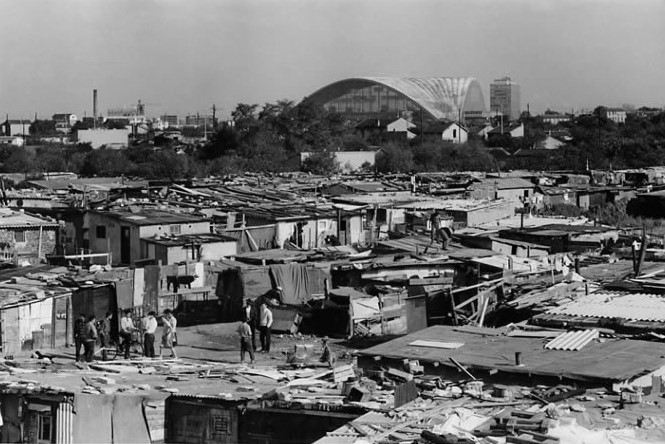
Bidonville de Nanterre, Jean Pottier, 1964

Le bidonville de Nanterre, parfois appelé les bidonvilles de Nanterre ou le petit Nanterre est un ancien ensemble de bidonvilles situés à Nanterre et ayant existé de 1953 à 1972 dans lequel vivaient plus de 10 000 personnes venues majoritairement d'Algérie, mais aussi du Maroc et du Portugal.

## Histoire
Le premier bidonville de Nanterre voit le jour en 1953. Les premiers bidonvilles sont essentiellement peuplés de personnes venues d'Algérie,. Afin de dégager des terrains pour la construction d'HLM et lutter contre le développement du sentiment nationaliste algérien, en pleine guerre d'Algérie, l'État français décide de la délocalisation de 200 familles hors des bidonvilles vers des cités de transit et des HLM de Nanterre et des environs.
Le 17 octobre 1961, des centaines d'Algériens partent du bidonville à l'appel du FLN pour aller manifester, donnant à ce bidonville une visibilité auprès de la population française.
À partir des années 1960, des personnes venues du Maroc, du Portugal, et un peu d'Italie, rejoignent celles de la diaspora algérienne.
Dans une optique de contrôle de la population, les bidonvilles sont détruits et les habitants délogés de force vers des cités de transit. Le dernier bidonville de Nanterre ferme en 1972.

## Urbanisme
Pour l'architecte Serge Santelli, l'organisation de ces bidonvilles reprend, avec de faibles moyens, les organisations spatiales des médinas maghrébines, avec des maisons organisées autour d'une cour, région d'où sont originaires les habitants.

## Quartiers

### Bidonville des Pâquerettes

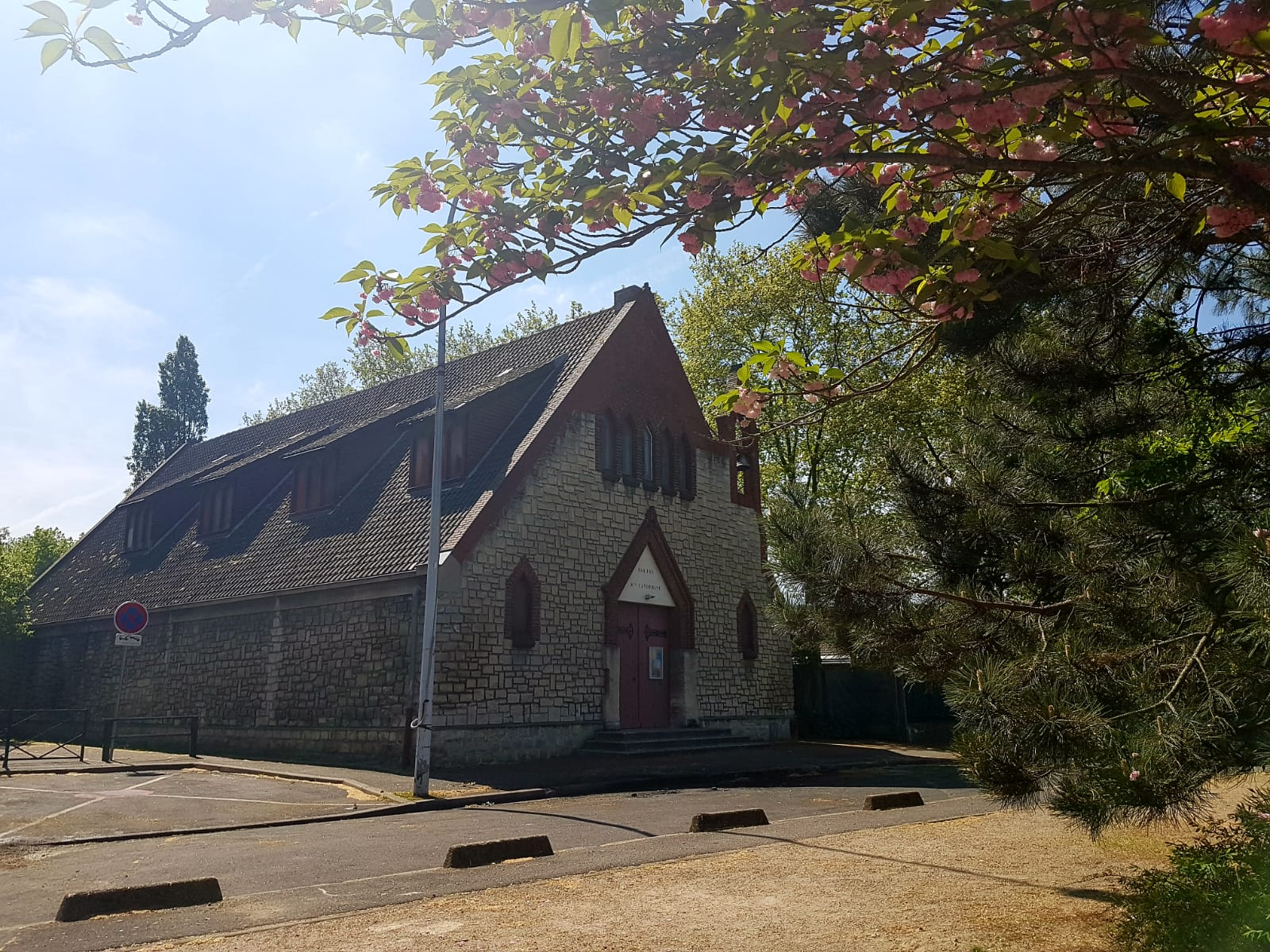
Eglise Sainte Catherine de Sienne en 2018

Des prêtres-ouvriers y furent affectés, le père André Bauger y avait aménagé une maison-chapelle dans un ancien baraquement militaire.
La chapelle Sainte-Catherine-de-Sienne de Nanterre est le seul vestige de ce bidonville ; édifiée sous la direction de l'Association diocésaine de Paris, elle est inaugurée le 24 novembre 1936 et agrandie en 1965.

### Bidonville de la Folie
Ce bidonville est, à partir de la fin des années 1950, un lieu de vie insalubre d'une population algérienne immigrée dans l'attente d'un logement social, et un lieu important de la mémoire des migrants coloniaux durant la guerre d'Algérie en France. Il regroupe environ 300 familles qui y vivront pour certaines plus de dix ans, et, contrairement à d'autres bidonvilles, ne bénéficie d'aucun aménagement public (accès à l'eau, assainissement, électricité...). 

## Représentations au cinéma
On aperçoit des plans du bidonville dans une scène du film documentaire Le Joli Mai de Chris Marker (1963).
Dans son court métrage documentaire L'amour existe (1960), Maurice Pialat filme la banlieue parisienne sur la musique de Georges Delerue. Plusieurs scènes se déroulent dans les bidonvilles de Nanterre. 
Une grande partie du film Hors-la-loi (2010) de Rachid Bouchareb se déroule dans les bidonvilles de Nanterre. 